# 3e armée (Allemagne)
Pour les articles homonymes, voir 3e armée.
La 3e armée (en allemand : 3. Armee) était une armée (regroupement d'unités) de la Deutsches Heer (armée de terre allemande) pendant la Première Guerre mondiale, puis de la Heer (armée de terre de la Wehrmacht) lors de la Seconde Guerre mondiale.

## Seconde Guerre mondiale

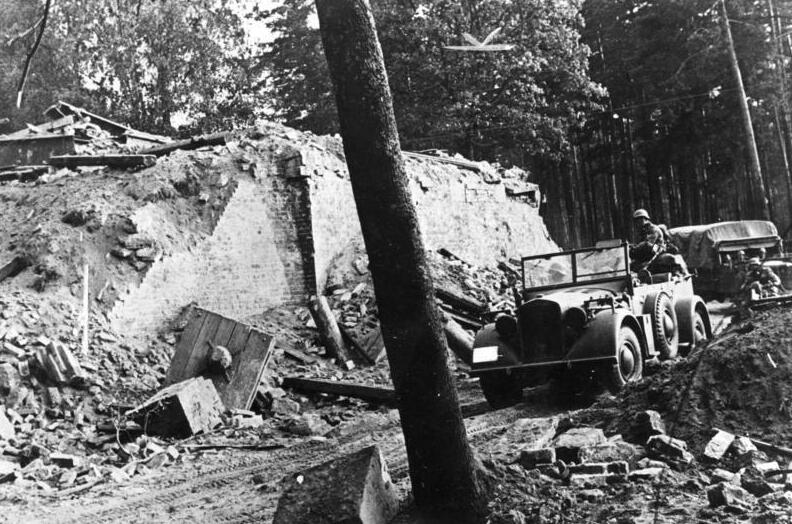
Photo de troupes allemandes envahissant la pologne (1939)

La 3e armée est activée le 1er septembre 1939, le jour où les forces allemandes envahissent la Pologne. Elle est mise sous le commandement du Generaloberst Georg von Küchler (Küchler deviendra plus tard commandant du groupe d'armées Nord en 1942 puis Generalfeldmarschall).
Au début de la campagne polonaise, la 3e armée fait partie du groupe d'armées Nord du Generalfeldmarschall Fedor von Bock, de concert avec la 4e armée du Generalfeldmarschall Günther von Kluge. La mission de la 4e armée est de capturer le corridor polonais et d'entrer en Prusse-Orientale, ainsi reliant les deux zones. La 3e armée se divise en deux et attaque la Prusse-Orientale. Une première partie de la 3e armée progresse vers le sud de Modlin, croisement entre le confluent des rivières de la Vistule et de Bug et prendre part à l'attaque sur Varsovie. L'autre partie de la 3e Armée devait attaquer à proximité de Narew, attaquer le long de la rivière Bug, et prendre la direction de Brest-Litovsk.
Quand l'attaque sur la Pologne est lancée, une partie de la 3e armée est déplacée vers le corridor polonais et rencontre la 4e armée de Kluge. Les deux armées unissent leurs forces et œuvrent leurs plans en commun. La campagne de Pologne se termine en triomphe pour l'armée allemande. L'Armée rouge attaque la Pologne de l'Est avec un million d'hommes et avance vers l'ouest pour rejoindre les troupes allemandes, les pertes russes sont plus importantes que prévu. Un défilé de la victoire commune allemande et soviétique a lieu à Brest-Litovsk.
Le 5 novembre 1939, seulement environ cinq semaines après la fin de la campagne polonaise, la 3e armée est dissoute, devenant l'une des premières armées allemandes de la Seconde Guerre mondiale à être démantelée. Immédiatement après sa dissolution, Küchler devient le commandant de la 18e armée nouvellement formée et la conduit pendant la campagne occidentale de 1940. Il garde ce commandement jusqu'en 1942, puis devient commandant du groupe d'armées Nord pour mener le siège de Leningrad. Cette année, il devient Generalfeldmarschall. En 1944, il est remplacé à la suite de la percée soviétique contre le groupe d'armées Nord.

### Organisation

#### Commandants successifs
| Début        | fin            | Grade                | Commandant        |
| ------------ | -------------- | -------------------- | ----------------- |
| 22 août 1939 | 3 octobre 1939 | Generalfeldmarschall | Georg von Küchler |

#### Chefs d'état-major
| Début        | fin            | Grade        | Commandant           |
| ------------ | -------------- | ------------ | -------------------- |
| 22 août 1939 | 3 octobre 1939 | Generalmajor | Herbert von Böckmann |

### Ordres de bataille
Septembre 1939
Unités directement subordonnées à la 3e armée
- Korück 501
- Armee-Nachrichten-Abteilung 501
- Armee-Nachschubführer 501

Unités directement rattachés à la 3e armée
- Korps z.b.V.
- 1er corps d'armée
- 21e corps d'armée
- Gruppe Brand
- Grenzschutz-Abschnitt-Kommando 15, 217e division d'infanterie